# بيرل ستريت للأفلام
بيرل ستريت للأفلام (بالإنجليزية: Pearl Street Films)‏ هي شركة إنتاج أفلام أمريكية، تأسست في 2012، يقع مقرها في كاليفورنيا، وقد تم تأسيسها بواسطة مات ديمون، وبن أفليك.

## روابط خارجية
- بيرل ستريت للأفلام على موقع IMDb (الإنجليزية)